# Saint-Denis-du-Payré

Saint-Denis-du-Payré este o comună în departamentul Vendée, Franța. În 2009 avea o populație de 375 de locuitori.